# Чекин, Сергей Алексеевич
Сергей Алексеевич Чекин (7 октября 1893, Рыбинск, Ярославская губерния, Российская империя — 20 августа 1958 Москва СССР) — генерал-майор инженерных войск, участник Первой мировой, Гражданской и 
Великой Отечественной войн. Командующий Инженерных войск и заместитель командующего Волховского фронта (1941—1942). Кавалер Георгиевского оружия (1916).

## Биография
Родился 7 октября 1893 года в Рыбинске Ярославской губернии. 
В 1914 отправлен на фронт Первой мировой войны, воевал в составе 243-го пехотного Холмского полка в звании подпоручика. Высочайшим приказом от 24 мая 1916 года был награждён Георгиевским оружием:
За то, что в бою 18-го июля 1915 года у ф. Клопот, получив приказание выбить германцев с опушки леса с вверенной ему ротой, бегом повёл роту и, несмотря на сильный ружейный и артиллерийский огонь лёгкой и тяжёлой артиллерии, дружным штыковым ударом выбил противника и под сильным ружейным и пулемётным огнём окопался, дабы удержать позицию за собой. Когда рота окопалась и сдерживала натиск германцев, старавшихся вернуть утраченную позицию, подпоручик Чекин был ранен в ногу шрапнелью.
С 1919 года в рядах РККА, участник Гражданской войны в составе Восточного фронта. С 1920 года помощник начальника и начальник инженеров 5-й армии, вместе с генералом Д. М. Карбышевым  занимался укреплением Каховского плацдарма. Член партии РКП(б) с 1921 года. С 1925 по 1927 год работал в Китае в должности военного советника Калганской группы по инженерным делам, был одним из строителей бронепоездов для 1-й Национальной армии Фэн Юйсяна, сыгравших существенную роль в обороне Пекинского района от мукденской армии. В 1927 году служил в Военно-строительном управлении РККА. С 1931 года начальник Инженерного управления Приволжского ВО. 5 февраля 1936 года приказом НКО СССР № 0653/п  С. А. Чекину присвоено  звание комбриг.
С 1937 года помощник начальника Инженерного управления РККА. С 1938 года начальник инженерного отдела Забайкальского ВО. 
В 1940 году назначен старшим преподавателем по инженерному обеспечению кафедры тактики, с 1940 по 1941 год — начальник инженерного факультета Военно-инженерной академии имени В. В. Куйбышева. Постановлением СНК СССР №945 от 4 июня 1940 года повышен до звания генерал-майора инженерных войск. В июле 1941 года по решению маршала Тимошенко С. К. для помощи в  возведении Днепровского рубежа и создании военно-полевых строительств в армии резерва, С. А. Чекин в качестве специалиста-фортификатора в составе группы генералов и офицеров Военно-инженерной академии был направлен на Западный фронт.
В 1941 году в начальный период Великой Отечественной войны назначен начальником инженерного управления 54-й армии и начальником инженерного управления Волховской группы Ленинградского фронта. С 12 ноября 1941 года по приказанию генерала И. И. Федюнинского С. А. Чекин занимался обеспечением выполнения поручения Ставки Верховного Главнокомандования об уничтожении Волховской ГЭС в случае опасности захвата его гитлеровскими частями. Выдержка и профессионализм генералов И. И. Федюнинского и С. А. Чекина, а также мужество командования 136-го отдельного инженерного батальона, позволили сохранить ГЭС и восстановить подачу электроэнергии в Ленинград уже в 1942 году. С 1941 по 1942 год С. А. Чекин был — первым командующим инженерных войск и заместителем командующего  Волховского фронта.  С 1942 года — начальник инженерных войск Московского военного округа. 
После войны заместитель начальника Военно-инженерной Краснознамённой академии имени В. В. Куйбышева. С 1951 года был районным инженером, временно возглавлял приёмный аппарат начальника инженерных войск Советской армии, с 1951 по 1952 год  исполнял обязанности заместителя начальника Управления инженерных войск Советской армии. С 1954 года в отставке.
Скончался 20 сентября 1958 года в Москве, похоронен на Введенском кладбище.

## Семья
- Жена — Римма Александровна Брусиловская (4 февраля 1901 — 30 сентября 1984);

Дети;
- Борис (род. 1930);
- Владимир (род. 1930).

## Награды
- Георгиевское оружие (24.05.1916)[15];
- Медаль За оборону Ленинграда (22.12.1942)[17];
- Орден Отечественной войны II степени (04.06.1944)[17];
- 2 ордена Красного Знамени (03.11.1944 и 15.11.1950)[17];
- Орден Ленина (21.02.1945)[17];
- Медаль «За победу над Германией в Великой Отечественной войне 1941—1945 гг.» (09.05.1945)[17];
- Юбилейная медаль «XX лет Рабоче-Крестьянской Красной Армии» (22.02.1938)[15].